# Atletica leggera ai Giochi della XXIV Olimpiade - 10000 metri piani maschili

Video della Finale (gara completa)

I 10000 metri piani hanno fatto parte del programma maschile di atletica leggera ai Giochi della XXIV Olimpiade. La competizione si è svolta nei giorni 23 e 26 settembre 1988 allo Stadio olimpico di Seul.

## Presenze ed assenze dei campioni in carica
| Competizione        | Atleta             | Prestazione | Seul 1988   |
| ------------------- | ------------------ | ----------- | ----------- |
| Olimpiadi 1984      | Alberto Cova       | 27'47"54    | Presente    |
| Commonwealth 1986   | Jon Solly          | 27'57"42    | Assente     |
| Goodwill Games 1986 | Domingos Castro    | 28'11” 21   | Assente     |
| Europei 1986        | Stefano Mei        | 27'56"79    | Solo 5000 m |
| Asiatici 1986       | Hisatoshi Shintaku | 28'26” 74   | Non selez.  |
| Africani 1987       | Paul Kipkoech      | 28'34” 77   | Rit. 1987   |
| Mondiali 1987       | Paul Kipkoech      | 27'38” 63   |             |

## La gara
Quattro anni dopo Alberto Cova, il campione in carica, si ripresenta a difendere il titolo, ma inopinatamente viene eliminato in semifinale.
A difendere i colori italiani rimane Salvatore Antibo, quarto ai Giochi di Los Angeles. Il siciliano va in testa al primo giro per mettere paura agli avversari.
In finale Salvatore Antibo detta il ritmo: il primo km è percorso in 2'41"79. Il sesto giro è cronometrato in 62"70. Dopo un paio di chilometri Antibo è seguito da soli tre atleti: Kipkemboi Kimeli (Ken), Moses Tanui (Ken) e Brahim Boutayeb (Mar).
Dopo aver fatto la prima selezione il siciliano si fa superare e si mette in attesa degli eventi. Passa in testa Kipkemboi Kimeli, seguito da Antibo, Brahim Boutayeb (Mar) e dall'altro keniota Moses Tanui. La testa del gruppo si separa dagli inseguitori. Ai 3000 il cronometro segna 8'07"78 (Kimeli): è una delle gare più veloci della storia, tra quelle che assegnano medaglie. I primi si alternano a tirare il gruppetto dei quattro fuggitivi: è una corsa a strappi.
A metà gara il cronometro segna 13'35"32 (Kimeli): i ritmi rimangono altissimi. Boutayeb va in testa a tirare. È l'ennesimo strappo, che sgrana i fuggitivi: il marocchino distanzia di 5 metri Kipkemboi Kimeli, dietro il quale Moses Tanui segue a 10 metri, poco più indietro è Antibo. Dopo il 6º km siciliano attacca Tanui e lo supera. 
Al settimo chilometro Boutayeb aumenta il suo vantaggio a 6-7 metri sul diretto inseguitore, Kimeli. Al 20º dei 25 giri Tanui sorpassa a sua volta Antibo e si riporta in terza posizione. Boutayeb comanda con circa 20 metri di vantaggio su Kimeli. A un giro dalla fine il siciliano, mai domo, si riporta su Tanui, lo supera e va all'attacco di Kimeli. Boutayeb va verso la medaglia d'oro, mentre Kimeli è ripreso da Antibo, che ingaggia con il keniota un emozionante sprint finale che gli vale la medaglia d'argento e il nuovo record italiano.

Il primatista mondiale stagionale, Eamonn Martin, si è ritirato durante la gara.

## Risultati

### Turni eliminatori
| 2 Batterie | 23 settembre | 52 partenti su 60 iscritti | Si qualificano i primi 8 (Q) + i 4 migliori tempi (q). |
| Finale     | 26 settembre | 20 concorrenti             |                                                        |

## Batterie
Venerdì 23 Settembre 1988.

### 1ª Batteria
| Posizione | Corsia | Nome                   | Nazionalità    | Tempo    | Note                          |
| --------- | ------ | ---------------------- | -------------- | -------- | ----------------------------- |
| 1         | -      | Kipkemboi Kimeli       | Kenya          | 28'00"39 | , Q                           |
| 2         | -      | Jean-Louis Prianon     | Francia        | 28'08"38 | Q                             |
| 3         | -      | Arturo Barrios         | Messico        | 28'08"63 | Q                             |
| 4         | -      | Salvatore Antibo       | Italia         | 28'09"35 | Q                             |
| 5         | -      | Evgueni Ignatov        | Bulgaria       | 28'15"63 | Q                             |
| 6         | -      | Antonio Pinto          | Portogallo     | 28'15"63 | Q                             |
| 7         | -      | Bruce Bickford         | Stati Uniti    | 28'16"16 | Q                             |
| 8         | -      | Kozo Akutsu            | Giappone       | 28'16"43 | Q                             |
| 9         | -      | Rolando Vera           | Ecuador        | 28'17"88 | q                             |
| 10        | -      | Boniface Merande       | Kenya          | 28'21"84 | q                             |
| 11        | -      | John Halvorsen         | Norvegia       | 28'22"25 | q                             |
| 12        | -      | Marti Ten Kate         | Paesi Bassi    | 28'23"23 | q                             |
| 13        | -      | Steve Binns            | Gran Bretagna  | 28'52"88 |                               |
| 14        | -      | Pedro Ortiz            | Colombia       | 29'08"25 | Miglior prestazione personale |
| 15        | -      | Boay Akonay            | Tanzania       | 29'19"06 |                               |
| 16        | -      | Ahmed Warsama Ebrahimm | Qatar          | 29'37"99 |                               |
| 17        | -      | A. H. Edward Nabunone  | Indonesia      | 29'55"23 |                               |
| 18        | -      | Policarpio Calizaya    | Bolivia        | 30'35"01 |                               |
| 19        | -      | Ismael Yaya            | Ciad           | 30'47"29 |                               |
| 20        | -      | Charles Naveko         | Malawi         | 31'23"53 |                               |
| 21        | -      | Abdulkarim Dawod       | Yemen del Nord | 32'33"04 |                               |
| -         | -      | Jose Manuel Albentosa  | Spagna         | dnf      |                               |
| -         | -      | Dionisio Castro        | Portogallo     | dnf      |                               |
| -         | -      | Paul Williams          | Canada         | dnf      |                               |
| -         | -      | Andrew Lloyd           | Australia      | dnf      |                               |
| -         | -      | Michael McLeod         | Regno Unito    | dnf      |                               |

### 2ª Batteria
| Posizione | Corsia | Nome                 | Nazionalità        | Tempo     | Note |
| --------- | ------ | -------------------- | ------------------ | --------- | ---- |
| 1         | -      | Mly. Brahim Boutaib  | Marocco            | 28’17” 61 | Q    |
| 2         | -      | Moses Tanui          | Kenya              | 28’20” 98 | Q    |
| 3         | -      | Hansjörg Kunze       | Germania Est       | 28’22” 09 | Q    |
| 4         | -      | Antonio Prieto       | Spagna             | 28’22” 52 | Q    |
| 5         | -      | Eamonn Martin        | Gran Bretagna      | 28’25” 46 | Q    |
| 6         | -      | Paul Arpin           | Francia            | 28’25” 56 | Q    |
| 7         | -      | Shuichi Yoneshige    | Giappone           | 28’26” 04 | Q    |
| 8         | -      | Mauricio Gonzalez    | Messico            | 28’36” 66 | Q    |
| 9         | -      | Ezequiel Canario     | Portogallo         | 28’43” 02 |      |
| 10        | -      | Alberto Cova         | Italia             | 28’43” 84 |      |
| 11        | -      | Pat Porter           | Stati Uniti        | 28’45” 04 |      |
| 12        | -      | Antonio Serrano      | Spagna             | 29’01” 13 |      |
| 13        | -      | Musa Ahmed Joda      | Sudan              | 29’03” 87 |      |
| 14        | -      | Marcos Barreto       | Messico            | 29’18” 14 |      |
| 15        | -      | Paul McCloy          | Canada             | 29’34” 07 |      |
| 16        | -      | Sang-Keun Lee        | Corea del Sud      | 29’37” 14 |      |
| 17        | -      | Stanley Mandebele    | Zimbabwe           | 29’50” 99 |      |
| 18        | -      | Talan Omar Abdillahi | Gibuti             | 30’08” 53 |      |
| 19        | -      | Haribahadur Rokaya   | Nepal              | 30’48” 16 |      |
| 20        | -      | Aaron Dupnai         | Papua Nuova Guinea | 32’50” 63 |      |
| 21        | -      | Bineshwar Prasad     | Figi               | 33’30” 43 |      |
| 22        | -      | John Maeke           | Isole Salomone     | 35’16” 93 |      |
| -         | -      | Kamana Koji          | Zaire              | dns       |      |
| -         | -      | Tsukasa Endo         | Giappone           | dns       |      |
| -         | -      | Steve Plasencia      | Stati Uniti        | dns       |      |
| -         | -      | Martin Vrabel        | Cecoslovacchia     | dns       |      |

## Finale
| Record mondiale      | Fernando Mamede | 27'13"81 | Stoccolma | 2 luglio 1984    |
| Record olimpico      | Lasse Virén     | 27'38"35 | Monaco    | 3 settembre 1972 |
| Capolista stagionale | Eamonn Martin   | 27'23"06 | Oslo      | 2 luglio 1988    |

Lunedì 26 settembre 1988, Stadio olimpico di Seul.
| Pos. | Corsia | Atleta              | Età | Nazione       | Tempo     | Note                          |
| ---- | ------ | ------------------- | --- | ------------- | --------- | ----------------------------- |
|      | -      | Mly. Brahim Boutaib | 21  | Marocco       | 27'21"46  | Record olimpico               |
|      | -      | Salvatore Antibo    | 26  | Italia        | 27'23"55  | Record nazionale              |
|      | -      | Kipkemboi Kimeli    | 21  | Kenya         | 27'25"16  | Miglior prestazione personale |
| 4    | -      | Jean-Louis Prianon  | 28  | Francia       | 27’36” 43 |                               |
| 5    | -      | Arturo Barrios      | 25  | Messico       | 27’39” 32 |                               |
| 6    | -      | Hansjörg Kunze      | 28  | Germania Est  | 27’39” 35 |                               |
| 7    | -      | Paul Arpin          | 28  | Francia       | 27’39” 36 | Miglior prestazione personale |
| 8    | -      | Moses Tanui         | 23  | Kenya         | 27’47” 23 |                               |
| 9    | -      | Marti Ten-Kate      | 29  | Paesi Bassi   | 27’50” 30 | Miglior prestazione personale |
| 10   | -      | Antonio Prieto      | 29  | Spagna        | 27’52” 78 |                               |
| 11   | -      | Mauricio Gonzalez   | 27  | Messico       | 27’59” 90 |                               |
| 12   | -      | Evgueni Ignatov     | 29  | Bulgaria      | 28’09” 32 |                               |
| 13   | -      | Antonio Pinto       | 22  | Portogallo    | 28’09” 53 |                               |
| 14   | -      | Kozo Akutsu         | 27  | Giappone      | 28’09” 70 |                               |
| 15   | -      | Rolando Vera        | 23  | Ecuador       | 28’17” 64 |                               |
| 16   | -      | John Halvorsen      | 22  | Norvegia      | 28’29” 21 |                               |
| 17   | -      | Shuichi Yoneshige   | 27  | Giappone      | 29’04” 44 |                               |
| 18   | -      | Bruce Bickford      | 31  | Stati Uniti   | 29’09” 74 |                               |
| -    | -      | Boniface Merande    | 26  | Kenya         | r         |                               |
| -    | -      | Eamonn Martin       | 29  | Gran Bretagna | r         |                               |